# 파주시장 선거
파주시장 선거는 경기도 파주시의 시장을 선출하는 선거이다.

## 역대 민선 파주군수·파주시장

### 역대 민선 파주군수
| 선거   | 정당 | 정당       | 군수   |
| ------ | ---- | ---------- | ------ |
| 1995년 |      | 민주자유당 | 송달용 |

### 역대 민선 파주시장
| 선거   | 정당 | 정당           | 시장   |
| ------ | ---- | -------------- | ------ |
| 1998년 |      | 새정치국민회의 | 송달용 |
| 2002년 |      | 한나라당       | 이준원 |
| 2004년 |      | 한나라당       | 류화선 |
| 2006년 |      | 한나라당       | 류화선 |
| 2010년 |      | 민주당         | 이인재 |
| 2014년 |      | 새누리당       | 이재홍 |
| 2018년 |      | 더불어민주당   | 최종환 |
| 2022년 |      | 더불어민주당   | 김경일 |

## 역대 선거 결과

### 제1회 전국동시지방선거
|  | 69.25% |

|  | 30.74% |

### 제2회 전국동시지방선거
|  | 53.71% |

|  | 30.63% |

|  | 15.65% |

### 제3회 전국동시지방선거
|  | 41.64% |

|  | 38.26% |

|  | 20.08% |

### 2004년 대한민국 재보궐선거
이준원 시장의 사망으로 인해 치러진 2004년 대한민국 재보궐선거에서 한나라당 류화선 후보가 당선되었다.

### 제4회 전국동시지방선거
|  | 71.26% |

|  | 21.97% |

|  | 6.75% |

### 제5회 전국동시지방선거
|  | 43.83% |

|  | 38.89% |

|  | 17.27% |

### 제6회 전국동시지방선거
|  | 47.37% |

|  | 46.39% |

|  | 3.56% |

|  | 2.66% |

### 제7회 전국동시지방선거
|  | 60.83% |

|  | 29.34% |

|  | 6.16% |

|  | 3.65% |

### 제8회 전국동시지방선거
|  | 50.14% |

|  | 49.85% |